# Stadtsteinach
Stadtsteinach est une ville de Bavière (Allemagne), située dans l'arrondissement de Kulmbach, dans le district de Haute-Franconie.

## Quartiers
- Stadtsteinach
- Bergleshof
- Große Birken
- Kleine Birken
- Deckenreuth
- Deinhardsmühle
- Eisenberg
- Forkel
- Frankenreuth
- Gründlein
- Hammermühle
- Hochofen
- Höfles
- Mittelhammer
- Oberhammer
- Oberzaubach
- Osenbaum
- Petschen
- Römersreuth
- Schwärzleinsdorf
- Schwand
- Silberklippe
- Triebenreuth
- Unterzaubach
- Vogtendorf
- Vorderreuth
- Ziegelhütte